# 湯の平温泉
湯の平温泉（ゆのたいらおんせん）は、群馬県吾妻郡中之条町大字入山4043にあった白砂川沿いの一軒宿の温泉。2012年より休業中。

## 泉質
- ナトリウム・カルシウム一硫酸塩・塩化物温泉[2]。
- 源泉温度：71.2℃[2]。

### 効能
- 神経痛、関節痛、五十肩、運動まひなど[2]。

※効能はその効果を万人に保証するものではない。

## 歴史
戦前、この地域には鉱山があり、採掘を請け負った会社の宿舎として開設した。架空索道はそのなごりだった。

## 温泉地
群馬県の最北西部の長野・新潟の県境近くにあり、川を跨ぐ赤い吊り橋をわたった先の木間隠れに建つ一軒宿の秘湯めいた温泉。「松泉閣」一軒のみの営業だが、日帰り入湯も可能（午前10時 - 午後1時まで）だった。男女別の露天風呂もあったが、脱衣場は屋根が掛かっただけの簡素なものであった。樹木に囲まれ、小鳥の声が聞こえ木々の合間からは、白砂川の渓流が眺められ野趣があった。お湯は無色透明で、掛け流し。駐車場と旅館との間の荷物等の運搬にはリフト(架空索道)が活躍していた。
白砂渓谷は晩秋には紅葉の名所としても知られた存在。温泉の所在地である大字入山は、明治時代に草津村（現・草津町）から分立した六合村（現・中之条町）の6つの大字の一つである。若山牧水が『上野の草津の湯より 澤渡の湯に越ゆる路 名も寂し暮坂峠』と『枯野の旅』に歌った暮坂峠が近くにある。
白砂川の約10km上流には、花敷温泉が、その支流上流には尻焼温泉がある。また周囲には応徳温泉、草津温泉、万座温泉、沢渡温泉、川原湯温泉など多くの温泉が点在する。

## アクセス
- 公共交通機関：JR吾妻線長野原草津口駅から中之条町営バス花敷温泉方面行きで約20分。
- 自動車：関越道渋川伊香保ICから国道353号、国道145号、国道292号、国道405号経由で約50km。

## 周辺
- 野反湖
- 吾妻渓谷
- 志賀高原
- 草津白根山